# Сумихімпром
Сумихімпром — це завод хімічної промисловості, що виготовляє: мінеральні добрива, коагулянти та добавки до цементу, кислоти, двоокис титану та пігменти, та інші види хімічної продукції.
У цей час це відкрите акціонерне товариство, великий енергохімічний комплекс, промисловий майданчик якого займає 226 га. Підприємство розташоване в південній частині міста Суми. До складу підприємства входять: 11 основних цехів, 20 допоміжних цехів, 7 підрозділів непромислової групи (комбінат громадського харчування, санаторій-профілакторій та ін.)
ВАТ «Сумихімпром» має статус базового підприємства хімічної галузі промисловості України з виробництва фосфорних мінеральних добрив.
Також підприємство опікувалося у минулому однойменним баскетбольним клубом.

## Історія
- В березні 1946 року радянський уряд ухвалив рішення щодо будівництва в Україні нового суперфосфатного заводу для забезпечення мінеральними добривами сільгоспвиробників чорноземних областей України, Росії та Білорусі.
- 6 червня 1947 року Міністерство хімічної промисловості Радянського Союзу видало наказ про те, що будівництво суперфосфатного заводу потужністю 200 тисяч тонн простого суперфосфату на рік буде здійснюватися в місті Суми. Саме цей момент став початком славетної історії «Сумихімпром».
- Середина 1949 року початок робіт з будівництва Сумського суперфосфатного заводу

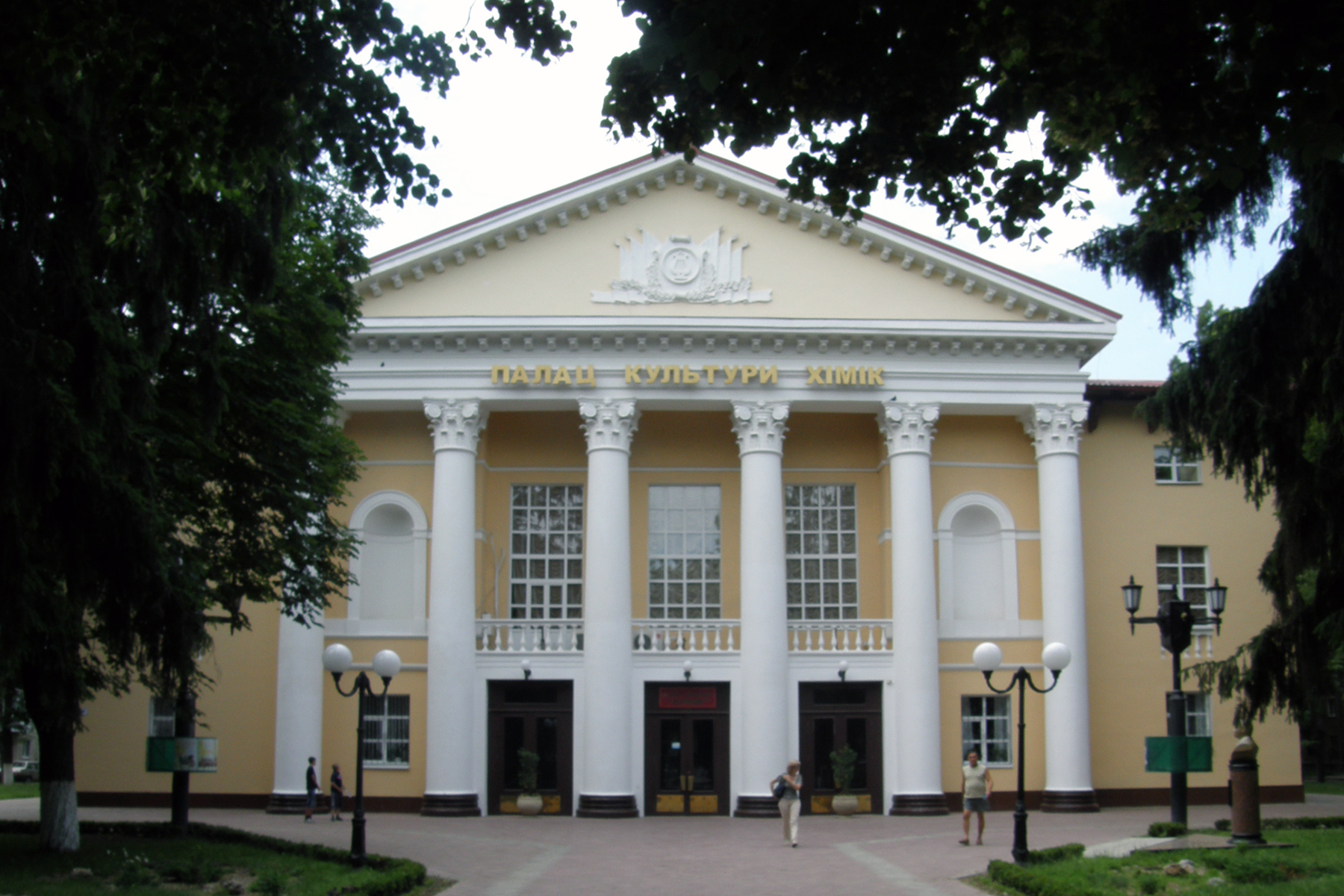
Палац культури «Хімік», побудований у 1953—1954

- 6 липня 1953 року Горбик Павло Іванович призначений на посаду директора Сумського суперфосфатного заводу
- 13 грудня 1954 року пуск першого заводського цеху (сірчанокислотного цеху № 1)
- 28 вересня 1955 року пуск суперфосфатного цеху № 1 з випуску простого порошкового суперфосфату
- Літо 1958 року початок випуску гранульованого суперфосфату
- 1958 рік вироблені пробні партії знефторених фосфатів, після чого Міністерство хімічної промисловості СРСР затвердило норми споживання ЗФФ у тваринництві
- 1962 рік пуск другої печі з виробництва ЗФФ
- 1962 рік будівництво принципово нового сірчанокислотного цеху з високим рівнем автоматизації (СКЦ № 2)
- Жовтень 1963 року пуск першого в СРСР цеху з виробництва двоокису титану
- 2 березня 1964 року у зв'язку з перетворенням суперфосфатного заводу в багатопрофільне підприємство Сумський суперфосфатний завод реорганізовано у Сумський хімічний комбінат
- 1966 рік будівництво цеху з виробництва двоокису титану № 2
- 1966 рік будівництво цеху з виробництва жовтих залізоокисних пігментів
- 1966–1970 роки пуск в експлуатацію цеху грануляції № 2, цеху нейтралізації, цеху сірчанокислого алюмінію
- Листопад 1969 року директором Сумського хімічного комбінату призначається Кравченко Олександр Йосипович
- 1971 рік будівництво цеху фосфорної кислоти
- Грудень 1973 року запровадження в дію сірчанокислотного цеху № 5
- 1974 рік будівництво цеху амофосу
- Квітень 1975 року Сумський хімічний комбінат стає виробничим об'єднанням «Хімпром»
- 17 лютого 1976 року Указом Президії Верховної Ради СРСР за перевиконання дев'ятого п'ятирічного плану щодо випуску мінеральних добрив, дострокове введення в експлуатацію виробництва амофосу ВО «Хімпром», єдине серед хімічних підприємств СРСР, було нагороджено найвищою урядовою нагородою Радянського Союзу — орденом Леніна
- 1978 рік пуск в експлуатацію цеху рідких комплексних добрив, сірчанокислотний цех № 6 і цех реактивної сірчаної кислоти. Чотирьом видам продукції виробництва Сумського ВО «Хімпром» — рідким комплексним добривам, олеуму, знефтореним фосфатам і амофосу — Комітетом Держстандарту при Раді Міністрів СРСР був присвоєний Державний Знак якості
- 1982 рік введення в експлуатацію лакофарбового цеху з виробництва емалей ПФ
- 1983 рік будівництво цеху сушіння фосфогіпсу
- 1984 рік будівництво першого в Радянському Союзі цеху піросульфіту натрію, консерванту для силосування зелених кормів у тваринництві
- 1991 рік введення в експлуатацію нового суперфосфатного цеху № 1 потужністю 160 тисяч тонн замість технологічно застарілих і екологічно шкідливих старих цехів
- 1995 рік перетворення ВО «Хімпром» у ВАТ «Сумихімпром»
- Листопад 1995 року на посаду генерального директора ВАТ «Сумихімпром» призначається Лапін Євген Васильович
- 1997–1998 роки реалізація на базі ВАТ «Сумихімпром» проекту енергозбереження в рамках програми TACIS, розробленої Європейським Союзом для країн СНД
- Липень 2002 року призначення головою правління ВАТ «Сумихімпром» Трофименко Миколи Олексійовича
- Квітень 2003 року пуск в експлуатацію в партнерстві з фінською компанією «Кеміра» установки з виробництва сульфатозалізовмісного коагулянту (СЗК) з відходів виробництва двоокису титану
- Кінець 2002–2003 рік відпрацьована технологія виробництва нового збалансованого мінерального добрива «Суперагро» типу N: P:K 15:15:15
- 15 квітня 2003 року видано сертифікат на розроблену та впроваджену у ВАТ «Сумихімпром» систему менеджменту якості ISO 9001:2000
- Березень 2004 року завершення реконструкції виробництва під випуск збалансованого мінерального добрива «Суперагро»
- 2003-2004 роки проведення за рахунок власних коштів підприємства реконструкції й модернізації виробництва двоокису титану, що дозволило стабілізувати якість і підняти показник білизни до 95 умовних одиниць та інтенсивності до 1800 умовних одиниць
- 2004 рік ВАТ «Сумихімпром» визнано переможцем у міжнародному рейтингу «Золоті торговельні марки» за випуск олеуму й складних мінеральних добрив «Суперагро»
- 2 грудня 2004 року видано сертифікат на впроваджену систему управління навколишнім середовищем у виробництві мінеральних добрив відповідно до міжнародного стандарту ISO 14001:1996
- Січень 2005 року почалася реконструкція відділення білої фільтрації в цеху двоокису титану № 2

## Інвестиції
У 2014 році Кабмін опублікував план розміщення акцій заводу, у якому приватизації підлягає 92,75 % акцій Сумихімпрому. Продати підприємство планується вже в серпні 2014 року. А очікувана сума від приватизації становитиме близько 3 млрд гривень. Найбільш імовірним інветором підприємства вважається Group DF Дмитра Фірташа, що вкладає кошти у завод із 2012 року.

## Екологія
Підприємство ПАТ «Сумихімпром» стало офіційним підписантом Глобального договору ООН. Учасники Глобального договору ООН мають дотримуватися десяти принципів цього договору, так принципи з 7 по 9 направлені на запобігання небезпеки для навколишнього середовища, посилення захисту довкілля, а також на необхідність посилення відповідальності у хімічній галузі підприємства завдяки усвідомленості її учасників.
ПАТ «Сумихімпром» став першим українським підприємством хімічної галузі, хто приєднався до цієї міжнародної ініціативи. До переліку учасників Глобального договору ООН входять понад 12 000 компаній із 160 країн світу, більше 300 підприємств хімічного сектору. Серед найвідоміших — BASF, Caparol, DuPont, Formosa Plastics, Mitsubishi Chemical, LG Chem, Енергоатом, Укренерго, Нафтогазвидобування, Астарта, ДТЕК, Федерація роботодавців України, Федерація професійних спілок України.